# 佩奇市镇
佩奇市镇（羅馬化：Opština Peć），是科索沃佩奇区的一个市镇，行政中心为佩奇。市镇总面积为603平方公里，人口数量为96,450 人（2011年）。
佩奇市镇包括佩奇市和95个村庄。整个市镇划分为28个领土社区。